# Rzeczyca-Kolonia (powiat puławski)
Rzeczyca-Kolonia – wieś w Polsce położona w województwie lubelskim, w powiecie puławskim, w gminie Kazimierz Dolny.
W latach 1975–1998 miejscowość należała administracyjnie do województwa lubelskiego.
Wieś stanowi sołectwo gminy Kazimierz Dolny. Według Narodowego Spisu Powszechnego z roku 2011 wieś liczyła 265 mieszkańców.
Wierni Kościoła rzymskokatolickiego należą do parafii Najświętszej Maryi Panny Matki Kościoła w Grabówkach.